# Morgaro Gomis
Morgaro Gomis (Parigi, 14 luglio 1985) è un calciatore francese naturalizzato senegalese, centrocampista dell'East Stirlingshire.

## Palmarès

### Club

#### Competizioni nazionali
- Coppa di Scozia: 1

Dundee United: 2009-2010
- Scottish Championship: 1

Hearts: 2014-2015